# Österreichische Gesellschaft für Politische Bildung
Die Österreichische Gesellschaft für Politische Bildung (ÖGPB) ist eine 1977 gegründete Fachorganisation für politische Erwachsenenbildung in Österreich.

## Aufgabe
Der gemeinnützige Verein bezweckt die Förderung der politischen Bildung im Bereich der Erwachsenenbildung in Österreich.
Die beiden Hauptaufgaben der ÖGPB sind
- die Unterstützung der politischen Bildung in der Erwachsenenbildung in Österreich durch Bildungsangebote, Projektberatung und andere Weiterbildungsmaßnahmen,
- die finanzielle Förderung von Projekten zur politischen Bildung im Rahmen der österreichischen Erwachsenenbildung in den Mitgliedsbundesländern.[2]

## Geschichte
Die ÖGPB wurde 1977 auf Initiative des österreichischen Unterrichtsministers Fred Sinowatz (SPÖ) gegründet und ist die bis dato einzige staatlich initiierte Fachorganisation für politische Bildung in Österreich. Sie fungierte als Trägerverein für das 1978 im burgenländischen Mattersburg ins Leben gerufene „Österreichische Institut für Politische Bildung (ÖIPB)“. 1991 wurde das ÖIPB geschlossen, die ÖGPB stellte sich neu auf, und das Büro übersiedelte nach Wien. Im Rahmen der Umstrukturierung wurde die jährliche Projektförderung in den Mitgliedsbundesländern eingerichtet.
1993 formierte sich innerhalb der ÖGPB das „Informationszentrum Politische Bildung“, das 2006 in den Geschäftsbereich „Bildungsangebote und Projektberatung“ umgewandelt wurde. Somit umfasst die ÖGPB heute zwei Geschäftsbereiche: „Bildungsangebote und Projektberatung“ und „Projektförderung“.

## Struktur
Mitglieder der ÖGPB sind die neun Bundesländer, der Bund und die zehn Verbände der KEBÖ (Konferenz der Erwachsenenbildung Österreichs). Der Vorstand setzt sich aus je zwei Vertretern des Bundes, der Mitgliedsbundesländer und der KEBÖ zusammen. John Evers (VÖV) ist derzeitiger Vorstandsvorsitzender.
Das Personal der ÖGPB besteht aus sechs Angestellten, die Geschäftsführerin ist Rahel Baumgartner und der wissenschaftliche Leiter Hakan Gürses.

## Tätigkeitsbereiche

### Projektförderung
Die Österreichische Gesellschaft für Politische Bildung stellt für Projekte der politischen Bildung im Rahmen der österreichischen Erwachsenenbildung finanzielle Mittel zur Verfügung. Gefördert werden Veranstaltungen von Einrichtungen der Erwachsenenbildung, die auf kommunaler, regionaler oder Landesebene tätig sind. Die Fördermittel werden an Bildungseinrichtungen und NGOs in den Mitgliedsbundesländern Burgenland, Kärnten, Niederösterreich, Oberösterreich, Salzburg, Steiermark, Tirol, Vorarlberg und Wien vergeben. Die Mittel stellen die Mitgliedsbundesländer und das Bildungsministerium zu gleichen Teilen zur Verfügung. Über die Projektvergabe entscheidet der Vorstand der ÖGPB.
1992 bis 2016 wurden 5200 Projekte eingereicht und 3750 Projekte gefördert und dafür etwas mehr als 5,5 Mio. Euro Fördermittel vergeben.

### Bildungsangebote und Projektberatung
Die Haupttätigkeiten der ÖGPB im Bereich „Bildungsangebote – Projektberatung“ umfassen Konzeption, Entwicklung, Vorbereitung, Durchführung und Nachbereitung von Lernarrangements. Österreichweit werden mehrmals jährlich Workshops, Trainings, Seminare, Tagungen und Vorträge in Kooperation mit Erwachsenenbildungseinrichtungen durchgeführt. Das Ziel ist die Weiterbildung von Erwachsenenbildnern im Bereich der politischen Bildung.
Zum Bildungsangebot der ÖGPB zählen u. a. das „Argumentationstraining gegen Stammtischparolen“ in Form einer zweitägigen Trainerausbildung sowie die Programme „Politische Basisbildung“ und „Differenzbewusste Erwachsenenbildung“. Die Workshops „Erzählte Identitäten“ und „Kritische Medienkompetenz“ sowie Formate wie das „Politisch-literarische Quartett“ oder eine jährlich stattfindende Vortragsreihe zur politischen Erwachsenenbildung werden außerdem von der ÖGPB angeboten. 2023 organisierte die ÖGPB den ersten Lehrgang zur politischen Erwachsenenbildung in Österreich, der seither jährlich durchgeführt wird.
Zum Aufgabenbereich gehört zudem die Beratung der Einreicher im Rahmen der Projektförderung der ÖGPB. Diese findet u. a. im Rahmen der Veranstaltung „Jour fixe der politischen Erwachsenenbildung“ statt.
An den ÖGPB-Bildungsangeboten nahmen in den Jahren 2006 bis 2016 4816 Personen teil.
Neben Broschüren sowie Buch- und Zeitschriftenbeiträgen veröffentlicht die ÖGPB auch Videoaufzeichnungen von eigenen Veranstaltungen. In den Jahren 2016 bis 2018 produzierte die ÖGPB mehrere Lernvideos zum Thema „Politik in Österreich“.